# Wilson Cruz

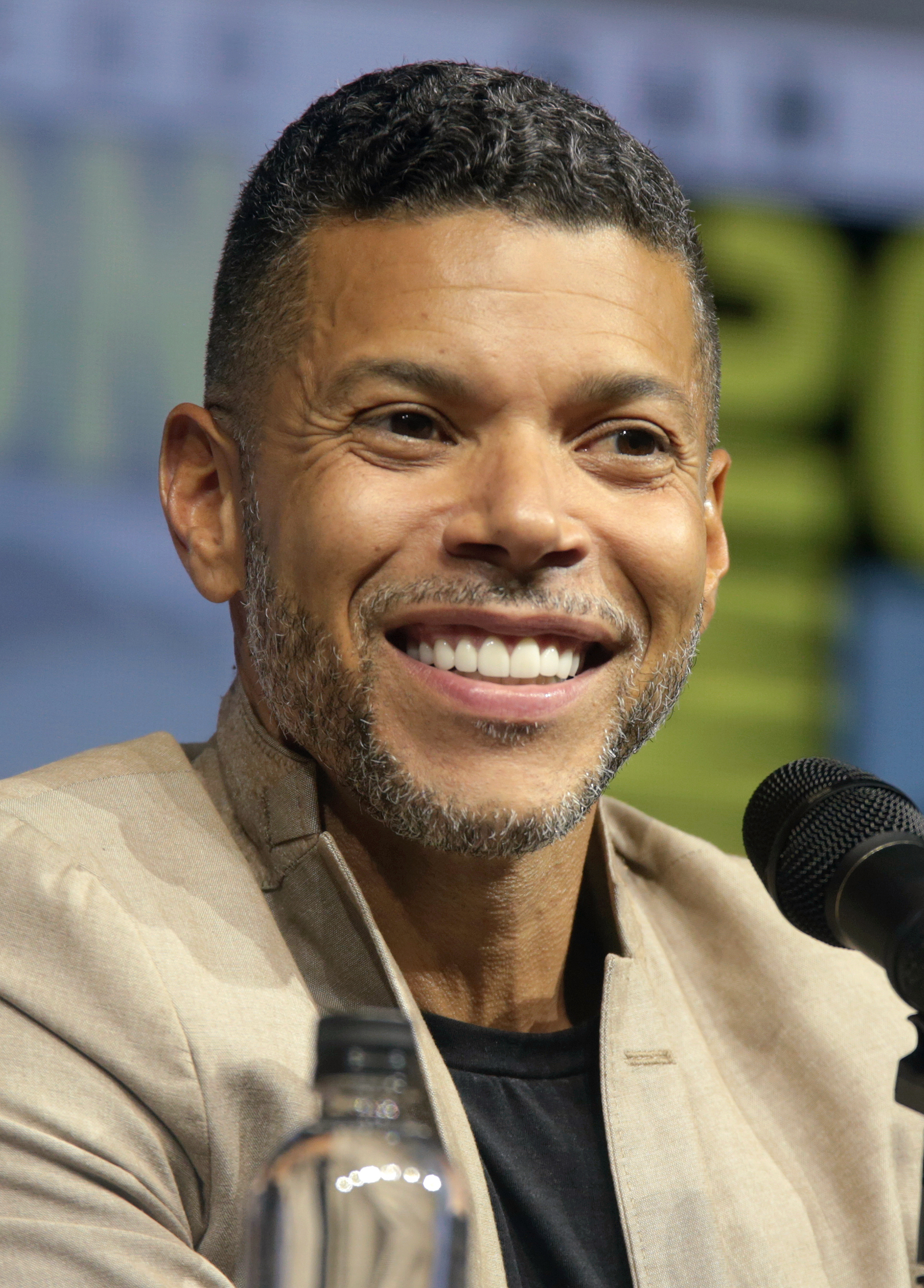
Wilson Cruz bei der Comic-Con in San Diego im Juli 2018

Wilson Cruz (* 27. Dezember 1973 in Brooklyn, New York City) ist ein US-amerikanischer Schauspieler.

## Leben
Wilson Cruz wuchs als Sohn puerto-ricanischer Eltern in Brooklyn in New York City auf. Als er sich im Alter von 18 Jahren in seiner Familie als homosexuell outete, akzeptierte sein Vater seine sexuelle Orientierung nicht und Cruz war gezwungen, das Elternhaus zu verlassen. Cruz lebte einige Zeit in einem Auto und bewarb sich schließlich als Schauspieler in Hollywood. 1995 bekam er die Rolle des schwulen Teenagers Ricky Vasquez in der Fernsehserie Willkommen im Leben. Willkommen im Leben war die erste Serie mit einem offen schwulen Jugendlichen. Cruz sprach mit der Drehbuchautorin Winnie Holzman über seine Erlebnisse als schwuler Jugendlicher, so dass sich viele seiner Erfahrungen in der Serie widerspiegeln. Auch Rickie musste in der Serie aufgrund seiner Homosexualität das Haus verlassen. Wilson Cruz erklärte später, dass Rickie für ihn eine Art Alter Ego sei.
Durch „Willkommen im Leben“ gelang die Versöhnung zwischen Wilson Cruz und seinem Vater. Dieser sah die Serie und erkannte, dass sich die Rolle des Rickie mit dem Charakter seines Sohnes deckte, woraufhin er sich bei Cruz telefonisch entschuldigte. Wilson Cruz bezeichnete die Figur des Rickie als eine seiner wichtigsten Rollen. Außerdem habe er viele Briefe von Teenagern bekommen, die sich mit der Rolle des Rickie identifizierten und denen seine Darstellung geholfen habe.
Ab 1997 trat Wilson Cruz auch in verschiedenen Broadway-Musicals auf. 1997 war er beispielsweise im Musical Rent zu sehen. Von 2007 bis 2009 spielte er Evan Martinez in der Fernsehserie Rick & Steve: The Happiest Gay Couple in All the World. Im Herbst 2014 war Cruz im Drama Red Band Society zu sehen.
In der 2017 auf Netflix veröffentlichten Buchverfilmung Tote Mädchen lügen nicht (13 Reasons Why) spielt Cruz den Anwalt der Familie Baker, Dennis Vasquez. In der Serie Star Trek: Discovery bildete Cruz 2017–2024 gemeinsam mit Anthony Rapp ein homosexuelles Paar.

## Filmografie (Auswahl)
- 1995: Willkommen im Leben (My So-Called Life, Fernsehserie, 19 Episoden)
- 1995: Nixon
- 1996: Sister, Sister (Fernsehserie, 1 Episode)
- 1996: On Seventh Avenue (Fernsehfilm)
- 1996: Johns
- 1996: Beat the Bash
- 1997: All Over Me
- 1997: Die Fahrt ins Nirgendwo (Joyride)
- 1997: Ally McBeal (Fernsehserie, 1 Episode)
- 1999–2000: Party of Five (Fernsehserie, 11 Episoden)
- 2000: Supernova
- 2002: Emergency Room – Die Notaufnahme (ER, Fernsehserie, 1 Episode)
- 2003: Party Monster
- 2004: The West Wing – Im Zentrum der Macht (The West Wing, Fernsehserie, 2 Episoden)
- 2005: The Closer (Fernsehserie, 1 Episode)
- 2005: Bam Bam and Celeste
- 2005–2006: Noah’s Arc (Fernsehserie, 8 Episoden)
- 2006: Monk (Fernsehserie, 1 Episode)
- 2006: Related (Fernsehserie, 1 Episode)
- 2006: American Dad (Fernsehserie, 1 Episode)
- 2006: Coffee Date
- 2007: Navy CIS (NCIS, Fernsehserie, 1 Episode)
- 2007–2009: Rick & Steve: The Happiest Gay Couple in All the World (Fernsehserie, 13 Episoden)
- 2008: Green Flash
- 2008: The Ode
- 2008: Raising the Bar (Fernsehserie, 3 Episoden)
- 2009: Er steht einfach nicht auf Dich (He’s Just Not That Into You)
- 2009: Pushing Daisies (Fernsehserie, 1 Episode)
- 2009: The People I’ve Slept With
- 2011: Convincing Clooney
- 2011: Grey’s Anatomy (Fernsehserie, 1 Episode)
- 2011: Slip Away (Kurzfilm)
- 2011: Single Ladies (Fernsehserie, 1 Episode)
- 2012: The Finder (Fernsehserie, 2 Episoden)
- 2012: Skinny
- 2012–2013: Hustling (Fernsehserie, 3 Episoden)
- 2013: Meth Head
- 2014–2015: Red Band Society (Fernsehserie, 13 Episoden)
- 2016: Shameless (Fernsehserie, 1 Episode)
- 2016: Mistresses (Fernsehserie, 2 Episoden)
- 2016: Heartbeat (Fernsehserie, 1 Episode)
- 2017: After Louie
- 2017–2019: Tote Mädchen lügen nicht (13 Reasons Why) (Fernsehserie, 19 Episoden)
- 2017–2024: Star Trek: Discovery (Fernsehserie, 49 Episoden)
- 2024: Mother of the Bride